# انگشتری عقیق
انگشتری عقیق یک مجموعه تلویزیونی محصول سال ۱۳۸۱ به کارگردانی افشین علیزاده،  می‌باشد که از شبکه پخش شد.

## بازیگران
- آتش تقی‌پور
- بهزاد پارسازاده
- رضا مهرگانی
- عصمت رضاپور
- فرهاد طوفان
- فریده بدیعیان
- محسن قصابیان
- مهدی خلیل‌زاده
- نادر مهدی لو
- نیکو خردمند